# شبرق حدائقي
الشبرق الحقلي (باللاتينية: Ononis arvensis) أو (باللاتينية: Ononis spinosa subsp. hircina) نوع نباتي ينتمي إلى جنس الشبرق من الفصيلة البقولية.

## الموئل والانتشار
موطنه تركيا ومعظم مناطق أوروبا.